# 蓋婁王
蓋婁王（がいるおう、生年未詳 - 166年）は百済の第4代の王（在位：128年 - 166年）であり、先代の己婁王の嫡男。128年11月に先王の死去により王位についた。諱・諡は伝わっていない。子に肖古王。

## 治世
132年2月、北漢山城（現在のソウル特別市鍾路区）を築いた。
先王のときに築かれた新羅との友好関係は、165年10月に崩れている。その契機は、新羅の阿飡（新羅の官位のひとつ）の吉宣（きちせん、キルソン）が反乱を企てて失敗し、百済に亡命してきたことにある。新羅王（阿達羅尼師今）は吉宣の送還を求めたが蓋婁王はこれをかくまったため、新羅軍の派兵を招いた。このとき百済の諸城は籠城戦を採ったため、新羅軍は撤退した。翌166年、蓋婁王は在位39年にして死去したが、この時より百済と新羅とは敵対関係に入った。